# Бивалов Євген Сергійович
Євген Сергійович Бивалов  (рос. Евгений Сергеевич Бывалов, літературний псевдонім ― Зюйд-Вест; 24 грудня 1875, Маріуполь, Російська імперія ― 3 жовтня 1943, Москва, СРСР) ― російський радянський письменник.

## Життєпис
Народився 1875 року в Маріуполі в родині дрібного поштового чиновника. Навчався у морехідних класах, проте усього курсу не закінчив. З 14 років займався рибальством, у 16 років пішов служити матросом у торговому флоті, а у перервах між плаванням працював перекладачем на митниці. Плавав переважно Тихим океаном, здійснював рейси між Сан-Франциско і Новозеландським архіпелагом.
Прибувши в Константинополь, кинув службу. Повернувся до Росії лише 1916 року. 1917 року став членом ВКП(б).
Письменницьку діяльність розпочав 1921 року, у віці 46 років. Публікувався в радянських журналах «Червоний флот», «Боротьба світів», «Зміна», «На вахті», «Молода гвардія», «Піонер». Головні твори — повісті «Діти палуби», «Людина з палуби», «Полундра» (було екранізовано 1928 року), «Двадцять чотири й один». Усі вони присвячені морським плаванням, торкається тема революції. Бивалов був літературно близький до Чарльза Діккенса, Редьярда Кіплінґа і Вільяма В. Джейкобса.
Загинув 3 жовтня 1943 року. Останки поховано в колумбарії Новодівичого цвинтаря в Москві.